# Gabriel Munteanu
Gabriel Munteanu, (* 25. leden 1973 Vaslui, Rumunsko) je bývalý reprezentant Rumunska v judu.

## Sportovní kariéra
Patřil k velkým rivalům Petra Jákla ml. Na rozdíl od něho měl však pozici v rumunské reprezentaci složitější. Rumunské judo disponovalo v polovině 90. let čtyřmi kvalitními těžkými vahami. Z polotěžké váhy, kde začínal, ho postupně vytlačil Radu Ivan do těžké, kde bojoval o nominaci s duem Alexandru Lungu a Valeriu Perdivara.
V roce 2000 konečně prorazil a zajistil si účast na olympijských hrách v Sydney. V prvním kole se utkal symbolicky s Jáklem, ale zápas kvůli zranění palce vzdal.
V roce 2004 startoval na olympijských hrách podruhé. V prvním kole měl za soupeře velkého favorita Tamerlana Tmenova a do druhého kole se nepodíval. Tmenov ho však vytáhl svým postupem do čtvrtfinále do oprav. Druhá šance s Brazilcem Hernandesem skončila po minutě boje jeho prohrou po uči-matě.
Reprezentační kariéru končil v roce 2006, ale na klubové úrovni zápasil ještě v roce 2012.

## Výsledky
| Turnaj                               | 1992 | 1993 | 1994 | 1995 | 1996 | 1997 | 1998 | 1999 | 2000 | 2001 | 2002 | 2003 | 2004 | 2005 | 2006 |
| ------------------------------------ | ---- | ---- | ---- | ---- | ---- | ---- | ---- | ---- | ---- | ---- | ---- | ---- | ---- | ---- | ---- |
| Olympijské hry                       | dns  | –    | –    | –    | dns  | –    | –    | –    | úč.  | –    | –    | –    | úč.  | –    | -    |
| Mistrovství světa + bez rozdílu vah  | –    | dns  | –    | dns  | –    | dns  | –    | dns  | –    | dns  | –    | úč.  | –    | dns  | -    |
| Mistrovství světa + bez rozdílu vah  | –    | dns  | –    | dns  | –    | dns  | –    | úč.  | –    | dns  | –    | 5.   | –    | dns  | -    |
| Mistrovství Evropy + bez rozdílu vah | dns  | 7.   | úč.  | úč.  | dns  | dns  | dns  | dns  | 5.   | 7.   | úč.  | 5.   | úč.  | dns  | dns  |
| Mistrovství Evropy + bez rozdílu vah | dns  | dns  | dns  | dns  | dns  | dns  | dns  | dns  | 7.   | 7.   | dns  | dns  | dns  | dns  | úč.  |
| ME juniorů                           | 2.   | 3.   | –    | –    | –    | –    | –    | –    | –    | –    | –    | –    | –    | –    | –    |